# Холонівська волость
Холонівська волость — історична адміністративно-територіальна одиниця Володимир-Волинського повіту Волинської губернії Російської імперії. Волосний центр — село Холонів. Наприкінці ХІХ ст. волость було ліквідовано, більшість поселень увійшли до складу Скобелецької волості (в тому числі і колишній волосний центр Холонів), деякі (Боротчиці та Зборишів) — до Бранської волості.
Станом на 1885 рік складалася з 13 поселень, 14 сільських громад. Населення — 4662 осіб (2308 чоловічої статі та 2354 — жіночої), 571 дворове господарство.
|                     | Площа, десятин | У тому числі орної, дес. |
| ------------------- | -------------- | ------------------------ |
| Сільських громад    | 6425           | 4682                     |
| Приватної власності | 9823           | 3691                     |
| Казенної власності  | —              | —                        |
| Іншої власності     | 467            | 301                      |
| Загалом             | 16715          | 8674                     |

Основні поселення волості:
- Холонів — колишнє власницьке село за 60 верст від повітового міста, волосне правління, 557 осіб, 76 дворів, православна церква, школа, постоялий будинок, водяний млин.
- Боротчиці — колишнє власницьке село при річці Ниві, 508 осіб, 76 дворів, 2 православних церкви, постоялий будинок.
- Зборишів — колишнє державне і власницьке власницьке село при річці Осмівці, 324 особи, 46 дворів, православна церква, школа, постоялий будинок.
- Звиняче — колишнє власницьке село при річці Яркові, 646 осіб, 105 дворів, православна церква, 2 постоялих будинки, 2 водяних млини.
- Красів — колишнє власницьке село при річці Ниві, 272 особи, 46 дворів, православна церква, постоялий будинок.
- Мислини — колишнє власницьке село при річці Стивищах, 283 особи, 43 двори, православна церква, постоялий будинок.
- Новосілки — колишнє власницьке село при річці Ниві, 231 особа, 28 дворів, православна церква, каплиця, постоялий будинок, 2 водяних млини.
- Олізарів — колишнє власницьке село при річці Роковці, 212 осіб, 29 дворів, православна церква, постоялий будинок.
- Ульгівка — колишнє власницьке село, 379 осіб, 59 дворів, православна церква, постоялий будинок.